# Åråsen Stadion
Åråsen Stadion är en fotbollsarena i Lillestrøm i Norge och hemmaplan för Lillestrøm SK. Bygget påbörjades 1950 och invigningen skedde den 7 juli 1951. 1967 brann arenan, och det talades om att bygga en väg där den låg och flytta arenan. Men arenan återuppbyggdes. Arenans kapacitet är 11 500, av vilka 8 978 är sittplatser. På internationella matcher är kapaciteten 11 500, bara sittplatser. Den högsta publiksiffran på Åråsen är från 2002 när 13 652 besökare såg Lillestrøm SK och Vålerenga IF spela 1-1. 